# Cyphoma gibbosum
El caracol lengua de flamenco (Cyphoma gibbosum) es una especie de gasterópodo marino de la familia Ovulidae. Es bentónica y carnívora.

## Clasificación y descripción

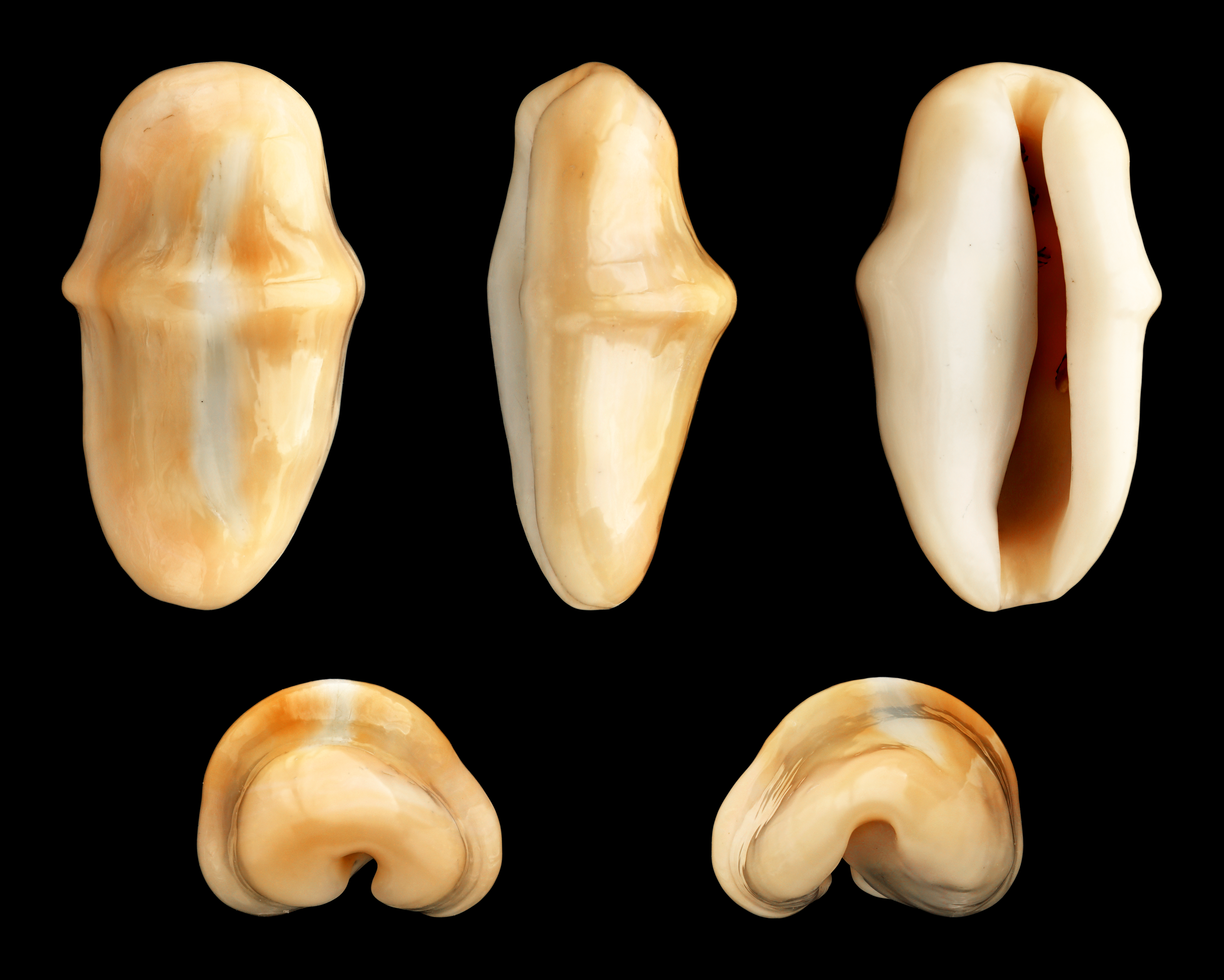
Cyphoma gibbosum

La concha es fusiforme y alargada, con un ensanchamiento en la parte media, labios gruesos. De color anaranjado brilloso excepto en la parte central del dorso y la costilla dorsal. La coloración de la concha sólo se ve cuando el animal se encuentra completamente retraído dentro de él, ya que generalmente está cubierta por el manto. La abertura es del mismo largo que el resto de la concha, sin denticulación en los labios. El manto es de color anaranjado y presenta manchas de forma irregular de color anaranjado más obscuro y un borde de color negro. El pie del gasterópodo tiene líneas perpendiculares de color negro. Son animales dioicos, pero no se observa diferencia en la morfología externa entre los machos y las hembras. Presentan una larva planctotrófica. Alcanza los 5 cm de longitud total. Se alimenta de gorgonias.

## Distribución de la especie
Esta especie se distribuye en la costa oeste del océano Atlántico, desde Carolina del Norte (Estados Unidos), las costas de Veracruz y de Quintana Roo (México), hasta Brasil. Es muy común en el Caribe.

## Hábitat
Vive generalmente en zonas arrecifales poco profundas, pero ha sido reportada hasta los 29 m de profundidad. Habita sobre gorgonias.

## Estado de conservación
No se encuentra en ninguna categoría de riesgo. Esta especie es ampliamente recolectada y sus poblaciones se pueden llegar a ver afectadas.

## Ecología
Los adultos son dioicos. Se ven atraídos por feromonas dejadas por la mucosidad de otros organismos. Se alimentan de coral gorgonia y las hembras depositan sus puestas en el eje de este coral. Las puestas siguen ciclos lunares y las hembras pueden poner varios paquetes de huevos en un mismo ciclo.
Sus depredadores naturales son peces globo, Lachnolaimus maximus, la langosta roja de California. El comportamiento del organismo sugiere que el manto le da una protección, esto porque se cree que el manto tiene un mal sabor para los predadores. 
Este organismo se ha vuelto sumamente raro de avistar ya que los buzos y turistas han reducido sus poblaciones de manera exacerbada.